# Halichoeres poeyi
Halichoeres poeyi är en fiskart som först beskrevs av Steindachner, 1867.  Halichoeres poeyi ingår i släktet Halichoeres och familjen läppfiskar. IUCN kategoriserar arten globalt som livskraftig. Inga underarter finns listade i Catalogue of Life.